# Луксара
Луксара — река, протекающая по территории Рукавицкого сельского поселения Кадуйского района Вологодской области России, правый приток Ворона.
Вытекает из болота Семизерская Чисть, течёт на северо-восток и впадает в Ворон в 34 км от его устья. Длина реки составляет 10 км. Крупных притоков и населённых пунктов на берегах нет.

## Данные водного реестра
По данным государственного водного реестра России относится к Верхневолжскому бассейновому округу, водохозяйственный участок реки — Суда от истока и до устья, речной подбассейн реки — Реки бассейна Рыбинского водохранилища. Речной бассейн реки — (Верхняя) Волга до Куйбышевского водохранилища (без бассейна Оки).
Код объекта в государственном водном реестре — 08010200212110000007883.